# Накахара, Рютаро
Рютаро Накахара (яп. 中原 龍太郎 Накахара Рю:таро:,  родился 1 октября,1979 года), японский музыкант и диджей наиболее широко известный под псевдонимом Ryu☆. В 2000 году Ryu☆ совместно с kors k выиграл конкурс композиторов, проводимый фирмой Konami. Согласно условиям конкурса, музыка победителей должна была попасть в следующую версию игры Beatmania IIDX. Благодаря этому конкурсная песня Ryu☆ «Starmine» вошла в список песен Beatmania IIDX 4th Style. 

Возвращение Ryu☆ в качестве одного из композиторов Beatmania IIDX произошло лишь к девятой версии игры с его ремиксом на композицию DJ Taka «Abys». Начиная с этого момента он становится штатным музыкантом Konami и заключает контракт со звукозаписывающим лейблом beatnation records.

## Песни

### beatmania IIDX
beatmania IIDX 4th style
- starmine

beatmania IIDX 9th style
- Abyss -The Heavens Remix-

beatmania IIDX 10th style
- Narcissus At Oasis
- rainbow rainbow
- 雪月花

beatmania IIDX 11 IIDX RED
- AGEHA
- Be quiet

beatmania IIDX 12 HAPPY SKY
- Aurora
- in motion
- 合体せよ!ストロングイェーガー!! (Ryu☆ remix)
- in the Sky

beatmania IIDX 13 DistorteD
- Harmony and Lovely
- So Fabulous!!
- waxing and wanding
- Go Beyond!!

beatmania IIDX 14 GOLD
- Second Heaven
- Treasure×Star
- Dreaning Sweetness

beatmania IIDX 15 DJ TROOPERS
- Dazzlin' Darlin
- Blue Rain
- Time to Air
- Do it!! Do it!!
- VOX UP

beatmania IIDX 16 EMPRESS
- Mind Mapping
- まほろば
- 3y3s
- RIZING YOU UP

beatmania IIDX 17 SIRIUS
- bloomin' feeling
- Light Shine
- bass2bass
- Mosaic

### Dance Dance Revolution
Dance Dance Revolution Universe 3
- sakura storm
- Vertical

### jubeat
jubeat
- bass 2 bass

jubeat knit
- I’m So Happy

### pop’n music
pop’n music 12 IROHA
- starmine (pop’n mixxx)

pop’n music 14 FEVER!
- hora de verdad

pop’n music 16 PARTY
- SPICY PIECE (Ryu☆ Remix)

### Exit Trance Presents Anime Trance
- Butter-fly (デジモンアドベンチャーOP)
- 聖少女領域 (ローゼンメイデン・トロイメント主題歌)
- アンインストール (ぼくらの（ＴＶアニメ）OP)
- ヘミソフィア (ラーゼフォン（フジ系）OP)
- JOINT (灼眼のシャナ２OP)
- 亡國覚醒カタルシス (.hack//Roots ED)
- オレンジ (BLEACH ED)
- Tears Infection (Myself.Yourself OP)
- Butter-Fly (デジモンアドベンチャーOP)
- 真赤な誓い (武装錬金(テレビ東京系)OP)

### Другие работы
- Under The Sky (Ryu☆Remix) (из альбома «cyber beatnation 1st conclusion»)
- THE SAFARI -Ryu☆Remix- (вошла в альбом dj TAKA «milestone»)
- INFINITE PRAYER -Ryu☆Remix- (вошла в альбом L.E.D «denjin-k»)
- The Hope Of Tomorrow -Ryu☆Remix- (вошла в альбом Соты Фудзимори «SYNTHESIZED»)
- orion (вошла в альбом «HARDCORE SYNDROME 2»)
- Caramelldansen (Ryu☆Remix) [ウッーウッーウマウマ(ﾟ∀ﾟ)]
- Kick Out 仮面 -Ryu☆Remix- (вошла в альбом Кэйити Уэно «Rewind!»)
- A.I (вошла в альбом Starmine)
- Force of wind (песня совместная с Kors K вошла в альбом Starmine)

## Дискография
- 1. Maboroshi mai
- 2. Starmine (2009)
- 3. Age of Moon (2010)
- 4. AGEHA (2010)